# Chloroclystis discisuffusa
Chloroclystis discisuffusa là một loài bướm đêm trong họ Geometridae.